# Quách Khản
Quách Khản (chữ Hán: 郭侃, 1217 – 1277), tên tự là Trọng Hòa, người huyện Trịnh, Hoa Châu , là tướng lĩnh người dân tộc Hán, từng tham gia cuộc tây chinh thứ ba của Đế quốc Mông Cổ.

## Xuất thân
Khản là hậu duệ của Quách Tử Nghi – danh tướng nhà Đường, nguyên quán là huyện Dương Khúc, địa cấp thị Thái Nguyên, tỉnh Sơn Tây. Ông nội là danh tướng Quách Bảo Ngọc, cha là Quách Đức Hải.
Khản từ nhỏ được thừa tướng Sử Thiên Trạch xem trọng, giữ trong nhà để nuôi dạy. Đến khi trưởng thành được làm Bách hộ, tỏ ra có chí dũng và mưu lược.

## Khởi đầu sự nghiệp
Năm 1233, tướng Kim là Hoàn Nhan Bạch Tát  giành lại Vệ Châu, Khản kháng cự, phá 4 vạn quân địch ở Tân Vệ Châu. Khản vượt Hoàng Hà, tham gia tập kích Kim Ai Tông, đuổi theo đến Quy Đức, đánh bại quân Kim ở Át Bá Đài, rồi theo Tốc Bất Đài đánh cửa tây của Biện Kinh, khiến Nguyên soái Thôi Lập ra hàng. Nhờ công được thụ chức Tổng bả. Khản theo Sử Thiên Trạch đồn trú Thái Khang, lại nhờ công hạ Đức An (1236 ) mà được làm Thiên hộ.

## Tham gia tây chinh
Năm 1252, Khản chở binh trượng (binh khí nói chung) đến Hòa Lâm (Karakoum), được đổi làm Sao mã na nhan. Năm 1253, Khản theo tông vương Húc Liệt Ngột (Hulagu) tây chinh. Khản tham gia quân tiền phong, đến nước Mộc Lạt Di (Mulahida) , địch đào hào chẹn đường, hạ độc vào nước. Khản phá 5 vạn địch quân, hạ 128 thành, chém tướng địch là Hốt Đô Đáp Nhi Ngột Chu  toán than (sultan) .
Năm 1256 , quân Mông Cổ đến Khất Đô Bặc (Gerdkuh) . Thành ấy ở trên Đam Hàn Sơn , lên xuống nhờ thang dây, được giữ bởi binh sĩ tinh nhuệ. Quân Mông Cổ xây thành cặp vào núi để vây, nhưng chưa hạ được; Khản bèn gác pháo bắn vào, tướng giữ thành là Hỏa Giả Nạp Thất Nhi  mở cửa ra hàng. Húc Liệt Ngột sai Khản thuyết phục Ngột Lỗ Ngột Nãi toán than (Rokn-ud-din) ra hàng. Cha của Ngột Lỗ Ngột Nãi là A Lực (Ala-ud-din) giữ thành tây, Khản phá được; A Lực chạy sang thành đông, Khản lại phá được mà giết đi.
Tháng giêng ÂL năm 1257, quân Mông Cổ đến thành Ngột Lý Nhi , Khản đặt mai phục, ra lệnh cho phục binh nghe tiếng chiêng thì nổi dậy. Quân địch quả nhiên đến, bị phục binh Mông Cổ xông ra giết sạch, khiến Hải Nha  toán than ra hàng. Quân Mông Cổ tây tiến đến A Lạt Đinh , phá 3 vạn quân do thám của địch, khiến Mã Tạt Đáp Nhi  toán than ra hàng. Quân Mông Cổ đến Khất Thạch Mê bộ , khiến Hốt Lý  toán than ra hàng. Quân Mông Cổ tấn công đô thành Báo Đạt  của nhà Abbas , Khản phá 7 vạn quân địch, chiếm thành tây. Khản phá thành đông; đền đài ở đây đều làm bằng gỗ trầm, gỗ đàn, bị người Mông Cổ nổi lửa đốt sạch, hương thơm bay xa hàng trăm dặm; Khản tìm được đàn tỳ bà 72 dây, chân đèn San hô cao 5 thước. Giữa 2 thành có sông lớn, Khản từ trước làm cầu nổi chẹn sông. Sau khi thành bị phá, Khalifah của nhà Abbas là Al-Musta'sim lên thuyền, thấy cầu nổi thì tự trói mình ra hàng. Tướng quân Trụ Đáp Nhi  bỏ trốn, Khản đuổi theo. Trời về chiều, chư tướng muốn nghỉ ngơi, Khản không nghe, hành quân thêm hơn 10 dặm mới nghỉ. Đêm ấy mưa to, nơi chư tướng xin dừng chân trước đó ngập sâu đến vài thước. Ngày hôm sau, quân Mông Cổ bắt được Trụ Đáp Nhi, Khản đem chém, sau đó chiếm hơn 300 thành.
Quân tiền phong của Khản tây tiến thêm 3000 dặm, đến Mecca , tướng quân Trụ Thạch  gởi thư xin hàng, chư tướng tin là thật, buông lỏng phòng bị, Khản không theo, giữ nghiêm chờ địch. Quả nhiên Trụ Thạch đón đánh người Mông Cổ, bị Khản đánh cho đại bại, khiến Ba Nhi  toán than ra hàng; Khản hạ thêm 185 thành.
Khản tây tiến thêm 40 dặm, đến Mật Tích Nhi (Misr) . Gặp lúc trời chiều, binh sĩ đã nghỉ ngơi, nhưng Khản thúc giục mọi người trỗi dậy, để lại một ít bệnh binh, toàn quân đi thêm hơn 10 dặm mới dừng chân, trong lúc hành quân còn hạ lệnh im lặng tiến bước. Kẻ địch trong đêm đến tập kích, chỉ giết được số ít bệnh binh, Khả Nãi  toán than cả sợ, bèn xin hàng.
Năm 1558, Húc Liệt Ngột mệnh cho Khản tây tiến vượt biển, thu lấy Phú Lãng (Đế quốc Frank). Khản trình bày họa phúc, Ngột Đô  toán than nói: "Hôm qua tôi mơ thấy thần nhân, thì gặp tướng quân." Rồi lập tức đến hàng. Người Mông Cổ lui quân, theo hướng tây nam về đến Thạch La Tử ; kẻ địch ra cự, Khản xông ra lược trận, một hồi trống đánh bại được, khiến Hoán Tư Kiền A Đáp Tất  toán than xin hàng. Về đến Tân Thiết , Khản đem kỳ binh tập kích, đánh cho kẻ địch ở đấy đại bại, khiến Gia Diệp  toán than xin hàng.
Năm 1259, Khản phá 4 vạn quân do thám Ngột Lâm , khiến A Tất Đinh  toán than cả sợ, ra hàng, thu được 120 thành. Quân Mông Cổ lui theo hướng tây nam đến Khất Lý Loan , Hốt Đô Mã Đinh  toán than ra hàng. Khản nhận lệnh của Húc Liệt Ngột về Điếu Ngư Sơn báo tiệp, gặp lúc Đại hãn Mông Ca băng, ông bèn trở về Đặng Châu, mở đồn điền, lập bảo chướng (ụ thành).

## Đóng góp chánh trị
Hốt Tất Liệt lên ngôi, Khản dâng sớ kiến nghị đặt quốc hiệu, đắp đô thành, lập tỉnh đài, xây trường học,... 25 việc, còn có sách lược đánh Nam Tống; sách lược của ông như sau: "Tống giữ đông nam, lấy Ngô Việt làm nhà, nơi yếu hại của họ chỉ có Kinh, Tương mà thôi. Mưu kế ngày nay, nên trước hết lấy Tương Dương, đã hạ Tương Dương, thì các thành Dương, Lư của họ sẽ như hòn đất, đặt đấy nhưng chẳng để làm gì; rồi thẳng tiến Lâm An, như sấm giật không kịp bưng tai, Giang Hoài, Ba Thục không đánh cũng tự bình." Về sau quân Nguyên đánh Tống tương tự với sách lược này.
Năm Trung Thống thứ 2 (1261), Khản được thăng làm Giang Hán đại đô đốc phủ lý vấn quan. Tháng 2 ÂL năm thứ 3 (1262), Lý Thản ở Ích Đô cùng Từ Châu tổng quản Lý Cảo Ca làm phản, tướng Tống là Hạ Quý xâm phạm biên thùy. Sử Thiên Trạch tiến cử Khản, nên ông được triệu kiến. Đại hãn Hốt Tất Liệt hỏi kế, Khản đáp: "Bọn trộm cướp nổi lên, cũng như cọp trong cũi. Trong không có lương tiền, ngoài không có cứu viện, ta cứ đắp thành vây quanh, đợi chúng nguy khốn, tính ngày mà bắt." Hốt Tất Liệt cho là phải, ban cho thượng y, cung tên. Khản vội đến Từ Châu, chém Lý Cảo Ca. Hạ Quý đốt nhà cửa, dời quân dân về nam; Khản đuổi theo, vượt qua huyện Túc Thiên, giành lại hơn vạn quân dân. Được ban Kim phù, làm Từ, Bi 2 châu tổng quản. Em Cảo Ca là Lư Mã với Hạ Quý đem 3 vạn quân xâm nhiễu biên cảnh, Khản ra đánh, chém hơn ngàn thủ cấp, bắt 200 chiến hạm.
Sau khi trấn áp Lý Thản, Hốt Tất Liệt tỏ ra bất tín nhiệm người dân tộc Hán, Sử Thiên Trạch biết ý, chủ động yêu cầu con em họ Sử mười mấy người giao trả binh quyền. Riêng Khản đến năm Chí Nguyên thứ 2 (1265) mới bị điều làm Đồng tri Đằng Châu. Năm thứ 3 (1266), Khản dâng sớ nói: "Người Tống giam giữ sứ giả của ta, nên dấy quân hỏi tội. Hoài Bắc có thể lập đồn điền ở 360 nơi, mỗi đồn nuôi 360 con bò, như thế 2 đồn đủ cung ứng cho nhu cầu một ngày của quân đội." Năm thứ 4 (1267), được dời làm Cao Đường lệnh, kiêm trị Hạ Tân, Vũ Thành 5 huyện. Năm thứ 5 (1268), trấn áp cuộc nổi dậy của người trong huyện là Ngô Khất Nhi và đạo sĩ người Tế Nam là Hồ Vương. Năm thứ 7 (1270), được đổi làm Bạch Mã lệnh, lại trấn áp cuộc nổi dậy của tăng nhân Tang La Hán với người Chương Đức là Triệu Đương Lư. Hốt Tất Liệt thấy Khản thạo việc quân, thăng làm Vạn hộ, cho theo đại quân đánh Tương Dương; ông từ Dương La  ở thượng du vượt Trường Giang. Sau khi quân Nguyên bình định Giang Nam (1276), Khản được thăng làm Tri Ninh Hải Châu, ở chức 1 năm thì mất.

## Đánh giá
Sử cũ chép: Khản hành quân có kỷ luật, nấu cơm ngoài đồng, nghỉ chân bên đường, dẫu mưa gió cũng không vào nhà dân; đi đến đâu cũng xây dựng trường học, khuyến khích nông nghiệp, được quan dân sợ phục.

## Hậu nhân
Khản có con trai là Bỉnh Nhân, Bỉnh Nghĩa, sử cũ không chép hành trạng.